# 全域異常現象解析辦公室
全域異常現象解析辦公室（英語：All-domain Anomaly Resolution Office，缩写AARO）是美國國防部部長辦公室內的一個辦公室，負責調查不明飛行物（UFO）以及空中、海上和/或太空和/或陸地上的其他現象：有時被稱為“不明空中現象”或“不明異常現象”（UAP）。其主任是物理學家肖恩·柯克帕特里克。